# District historique de Rim Drive
Le district historique de Rim Drive (en anglais : Rim Drive Historic District) est un district historique dans le comté de Klamath, dans l'Oregon. Protégé au sein du parc national de Crater Lake, ce il est inscrit au Registre national des lieux historiques depuis le 30 janvier 2008. Outre différentes sections de Rim Drive elle-même, il comprend notamment comme propriétés contributrices plusieurs sentiers de randonnée qui ont cette route touristique pour point de départ : le Mount Scott Trail, le Castle Crest Wildflower Trail et le Watchman Peak Trail. Ces deux derniers emploient le style rustique du National Park Service, un style que l'on rencontre ailleurs dans le district.